# Claude Dodieu
Claude Dodieu, est un ecclésiastique et diplomate français du XVIe siècle. Il est généralement connu des historiens sous le nom de sieur de Vély.

## Biographie

### Famille
Issu d’une famille patricienne de Lyon d’épiciers, changeurs, conseillers de ville et consuls, il est le fils de Jacques, notaire et secrétaire du roi. 
De ces séjours lointains Dodieu a ramené trois petits bâtards. Il obtint le 1er janvier 1538 des lettres de naturalité pour ses trois enfants. Il fut le père de Louis Dodieu, seigneur de Vély, seigneur de la Borde, en la paroisse de Montesson, conseiller, maître des requêtes ordinaire du Roi, prévôt d'Orléans (1540-1569)  et président du parlement de Bretagne en 1601, charge qu’il résigne en 1612. Turbulent ligueur et zélé catholique, il fut fait prisonnier, à la suite des émeutes de Rennes en mars 1589 consécutive à un bruit suivant laquelle les Huguenots voulaient s'emparer de la ville, par les Ligueurs en Bretagne menés par le duc de Mercœur et dut payer rançon. Sa femme Nicole de Fontenay était dame de compagnie de Marie de Luxembourg (1562 † 1623), duchesse de Penthièvre, femme de Mercœur.

### Carrière religieuse
Clerc non tonsuré, il obtint, en 1534, l’abbaye de Saint-Riquier en Picardie en poussant l’abbé en titre à porter un différend devant le roi, puis conseilla à ce dernier de lui donner l’abbaye. D’après certains il pilla outrageusement les trésors de l’abbaye pour satisfaire sa rapacité.
En récompense de ses services, il est nommé coadjuteur de l'évêque de Rennes, Yves Mahyeuc, le 23 juillet 1539. Il prononce ses vœux définitifs en 1540 et succède en 1541 à Yves Mahyeuc. Il est le premier évêque français à occuper le siège épiscopal de Bretagne. Il obtient la permission de cumuler ses fonctions de maître des requêtes avec celles d'évêque de Rennes.
En 1543, il est parmi les quatre prélats français envoyés au Concile de Trente. Il assiste en 1549 au couronnement de Catherine de Médicis à l'Abbaye de Saint-Denis. Ce prélat prête serment au Parlement de Bretagne en qualité de conseiller-né, le 16 mars 1554 avant devenir député de Paris aux États généraux de 1557. Il fut également en 1552 commendataire  de l'abbaye Saint-Mathieu de Fine-Terre, nommée par les Bretons Locmazé Pen-ar-bed (la cellule de Saint- Mathieu de fin-de-terre).

### Carrière diplomatique
Nommé le 30 juillet 1524 maître des requêtes au Parlement de Paris, il est envoyé en ambassade en 1527-1528 à Florence.
Confesseur ordinaire du roi, il est chargé par François Ier d’importantes missions diplomatiques notamment en 1535 auprès de Charles Quint. C'est lui qui accepte le défi que lance l’empereur au roi de France en proposant de régler leurs différends par un duel. Proche du cardinal du Bellay, il rencontre Rabelais lors d'un séjour à Rome.
Il signe la trêve de Monçon le 16 novembre 1537 mettant fin à la  huitième guerre d’Italie.
Il organise les 14 et 15 juillet 1538 la rencontre entre François Ier et Charles Quint à Aigues-Mortes.
Le 26 mai 1554, Henri II lui cède la terre rentes et justice seigneurie et droits lui appartenant à Conflans-lès-Charentons.
Il meurt à Paris en 1558 et est inhumé en l'église des Pères Célestins.

## Armoiries
D’azur à une bande d’argent entre deux lions du même, l’un en chef et l’autre en pointe.